# Ramón López Carrozas
Dom Ramón López Carrozas, O. de M. (Sarria, Espanha, 31 de agosto de 1937 - Teresina, 28 de abril de 2018), foi um bispo católico espanhol, bispo emérito de Bom Jesus (Piauí).